# 斯維塔湖
斯維塔湖（白俄羅斯語：Світа）是白俄羅斯的湖泊，由維捷布斯克州負責管轄，長1.5公里、寬1.06公里，面積0.83平方公里，集水區面積22平方公里，湖岸線長度5.44米，最大水深31米。